# 勝浦川
勝浦川（かつうらがわ）は、徳島県を流れる二級河川である。勝浦川水系の本流である。全長49.6km、流域面積224平方km、流域人口2万6千人。

## 地理
河川の水源は雲早山の東斜面にあり、上流の勝浦郡上勝町から中流の勝浦町、下流の小松島市を経て、徳島市南部から紀伊水道に注ぐ。

## 流域の自治体
徳島県
上勝町、勝浦町、小松島市、徳島市

## 支流
- 打樋川
- 八多川
  - 仕出川
  - 金谷川
  - 夏焼谷川
- 日浦谷川
- 今山谷川
- 掛谷川
  - 本沼江谷川
- 西谷川
- 中角谷川
  - 前山谷川
- 並松谷川
- 生名谷川
  - 久国谷川
  - 坊ヶ谷川
  - 内金谷川
- 岩屋谷川
- 木屋谷谷川
- 都井谷川
- 婆羅尾谷川
- 神谷川
- 坂本川
  - 寺谷谷川
  - 沼谷川
  - 内谷川
  - 旭谷谷川
- 大谷谷川
- 立川
- 黄檗川
- 藤川谷川
  - 槻地谷川
  - 関ヶ谷川
- 傍示川
  - 西谷川
  - 呼谷川
- 杉地谷川
- 旭川
  - 野尻谷川
  - 樫原谷川
  - 竜谷川
  - 北谷川
- 府殿谷川
- 梅木谷川

## 河川施設
- 正木ダム
- 棚野ダム
- 星谷運動公園

## 橋梁
橋梁は勝浦浜橋、野上潜橋、江田橋、勝浦川橋、新橋、飯谷橋、福原大橋、今山橋などがある。
江田橋上流付近では、昭和52年頃まで、近隣に位置する千代小学校の水泳授業が行われていた。
参考までに、勝浦川においては、河川管理者である徳島県で「遊泳禁止区間」は設定されていない（2015年6月2日現在）。したがって、遊泳は自己責任にかかるのみで、法的拘束力は発生しない。

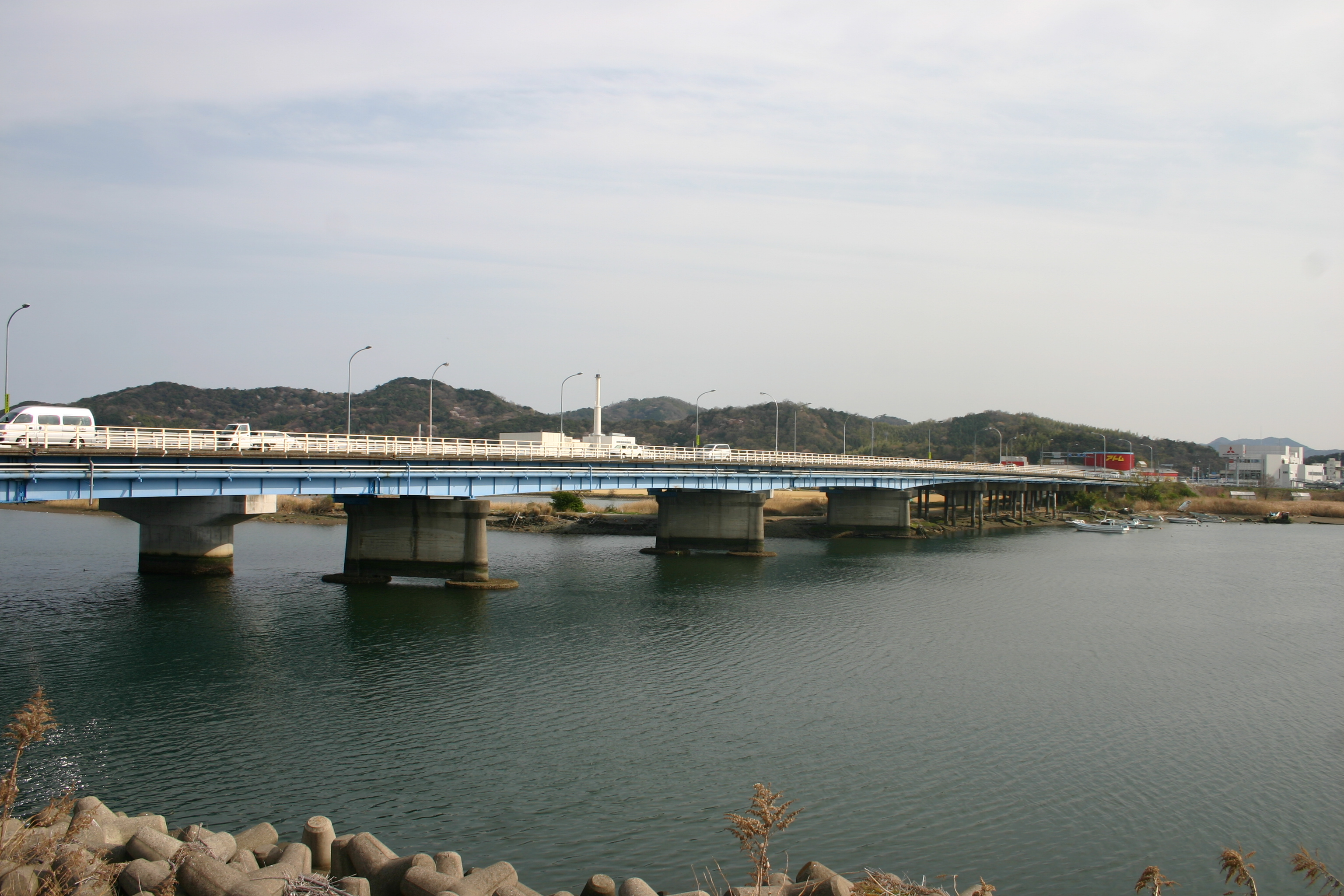
勝浦浜橋近景
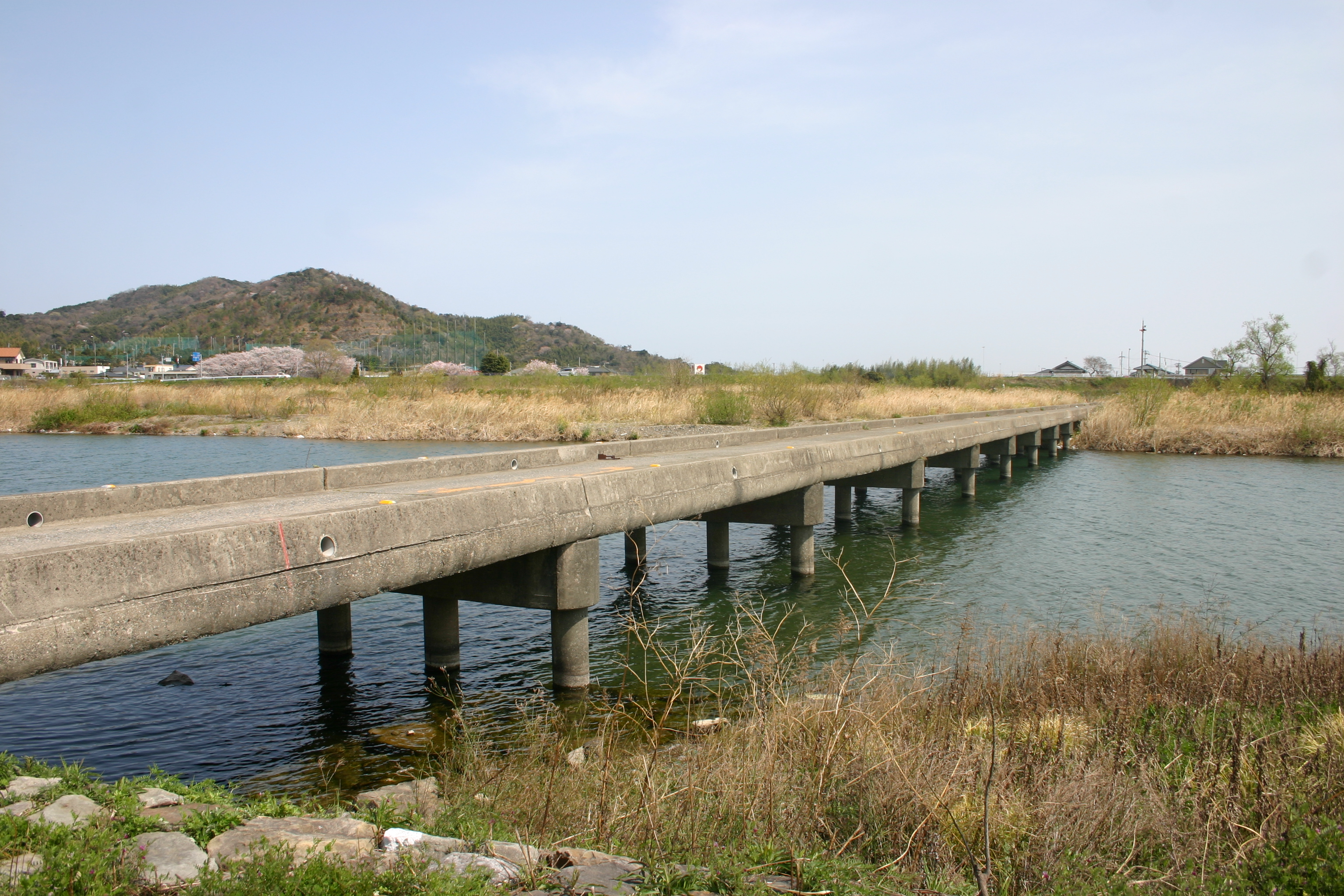
江田橋近景
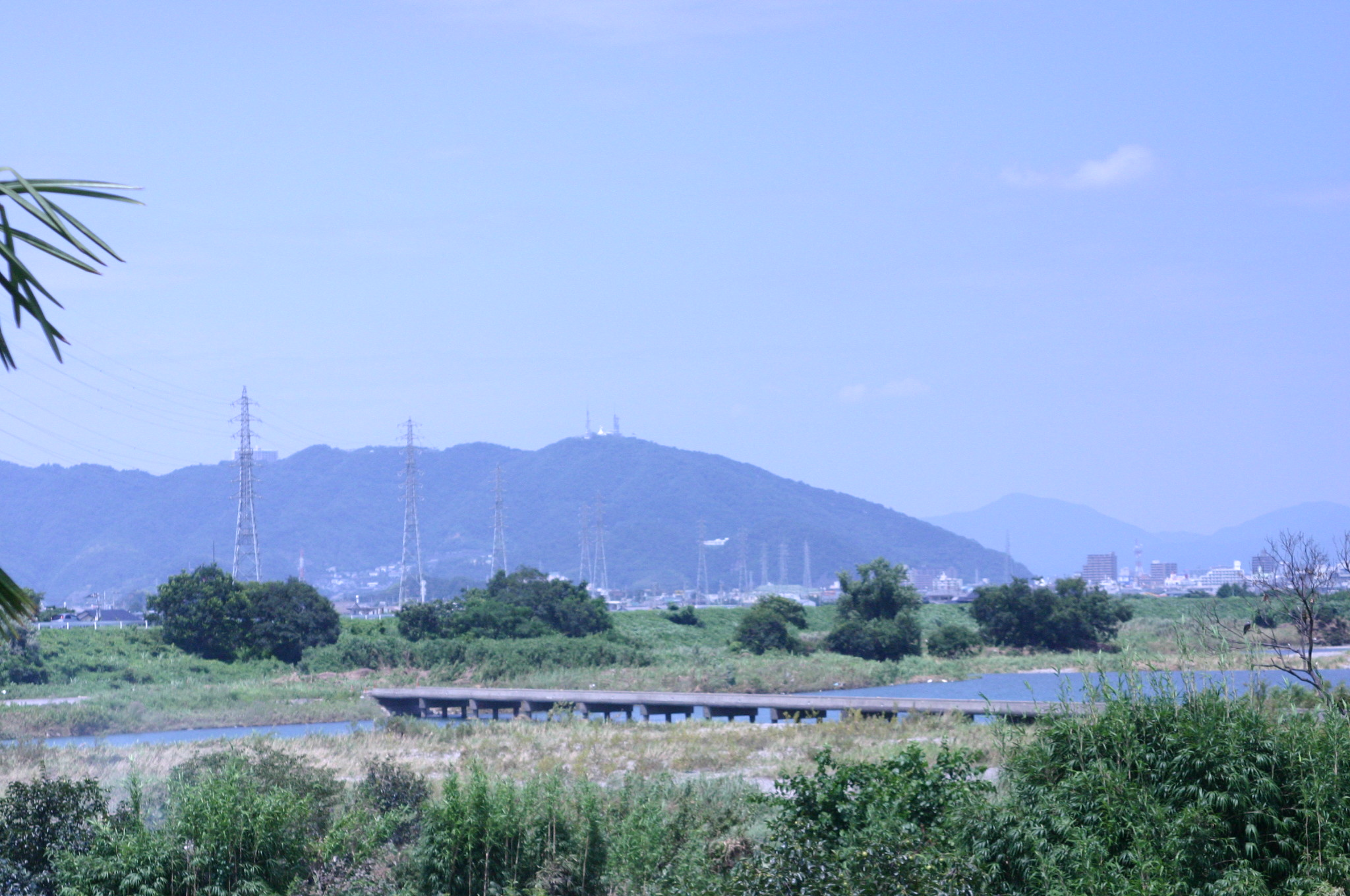
小松島市付近の潜水橋（江田橋）、遠方に眉山と阿讃山脈を望む
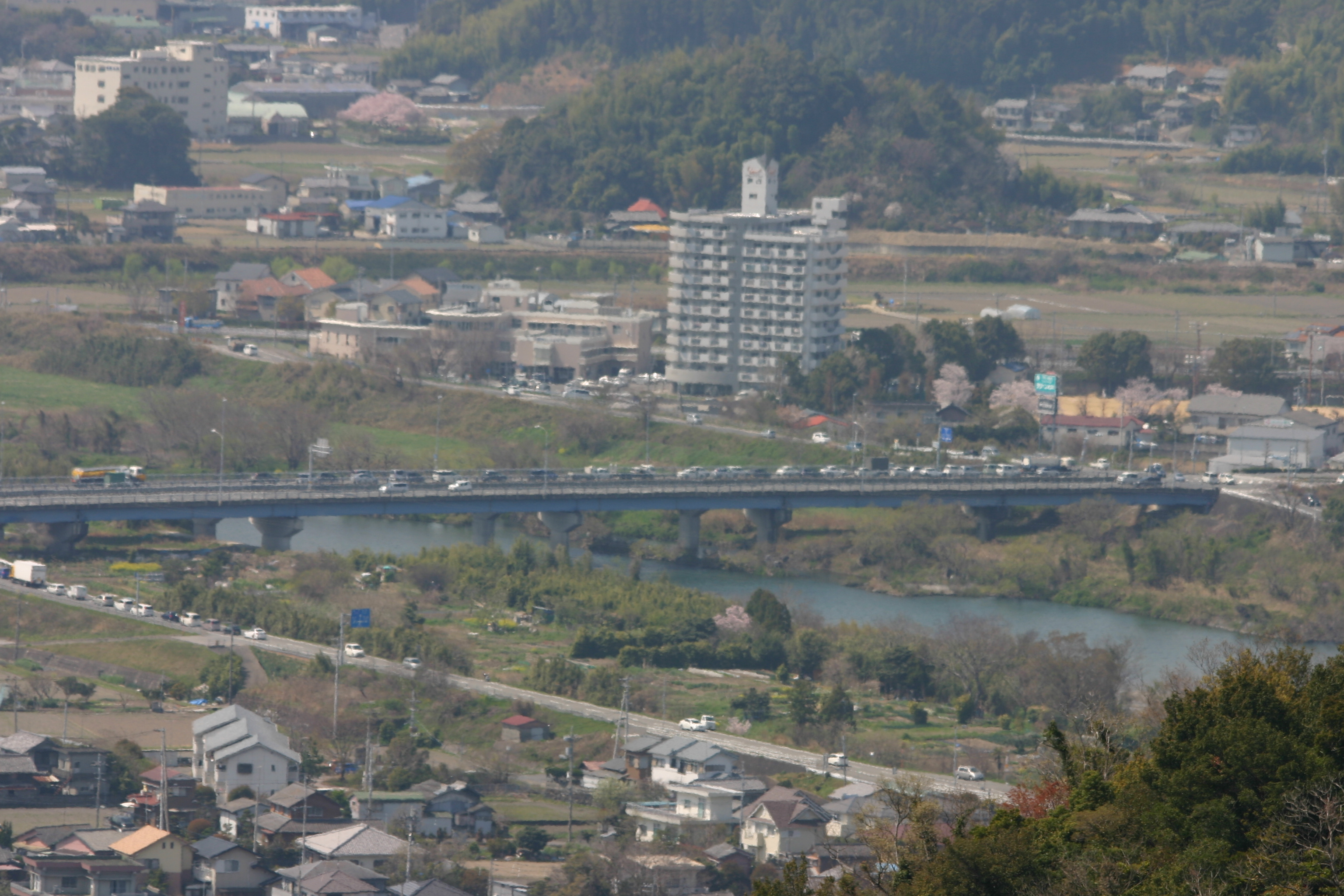
勝浦川橋遠景

| - 勝浦浜橋近景 - 江田橋近景 - 小松島市付近の潜水橋（江田橋）、遠方に眉山と阿讃山脈を望む - 勝浦川橋遠景 |

## 自然景勝地
- 殿川内渓谷
- 鳴滝
- 七釜